# Championnats du monde de tennis de table 1932
 (janvier 2025).
Si vous disposez d'ouvrages ou d'articles de référence ou si vous connaissez des sites web de qualité traitant du thème abordé ici, merci de compléter l'article en donnant les références utiles à sa vérifiabilité et en les liant à la section « Notes et références ».
Navigation
Édition précédente Édition suivante
Les championnats du monde de tennis de table 1932, sixième édition des championnats du monde de tennis de table, ont eu lieu du 25 au 30 janvier 1932 à Prague, en Tchécoslovaquie. L'équipe tchécoslovaque a remporté l'épreuve par équipe. Toutes les médailles d'or individuelles ont été remportées par des Hongrois, comme l'année précédente.